# تشارلز هارتونغ
تشارلز هارتونغ (بالإنجليزية: Charles Hartung)‏ هو سياسي أمريكي، ولد في 1841، وتوفي في 1916.